# 천경 (서하)
천경(天慶, 1194년 ~ 1206년 1월)은 서하(西夏) 환종(桓宗) 이순우(李純祐)의 연호이다.

## 개원 출처
- 《송사》(宋史) 권486 - 하국(夏國) 下 - 「紹熙四年九月二十日，仁孝殂，年七十。(중략) 純佑，仁宗長子也，母曰章獻欽慈皇后羅氏。仁宗殂，即位，時年十七。明年改元天慶。」

- 《속자치통감》(續資治通鑑) 권153 - 「(九月) 癸未，夏國主仁孝卒，年七十，國中諡為聖德皇帝，廟號仁宗，陵號壽陵。仁孝重文學，然權臣擅國，兵政衰弱。子純祐立，改元天慶。」

## 연대 대조표
| 천경        | 원년           | 2년             | 3년                 | 4년        | 5년        | 6년        | 7년        | 8년             | 9년        | 10년       |
| ----------- | -------------- | --------------- | ------------------- | ---------- | ---------- | ---------- | ---------- | --------------- | ---------- | ---------- |
| 서기 (西紀) | 1194년         | 1195년          | 1196년              | 1197년     | 1198년     | 1199년     | 1200년     | 1201년          | 1202년     | 1203년     |
| 간지 (干支) | 갑인(甲寅)     | 을묘(乙卯)      | 병진(丙辰)          | 정사(丁巳) | 무오(戊午) | 기미(己未) | 경신(庚申) | 신유(辛酉)      | 임술(壬戌) | 계해(癸亥) |
| 남송 (南宋) | 소희(紹熙) 5년 | 경원(慶元) 원년 | 2년                 | 3년        | 4년        | 5년        | 6년        | 가태(嘉泰) 원년 | 2년        | 3년        |
| 금 (金)     | 명창(明昌) 5년 | 6년             | 7년 승안(承安) 원년 | 2년        | 3년        | 4년        | 5년        | 태화(泰和) 원년 | 2년        | 3년        |
| 천경        | 11년           | 12년            | 13년                |            |            |            |            |                 |            |            |
| 서기 (西紀) | 1204년         | 1205년          | 1206년              |            |            |            |            |                 |            |            |
| 간지 (干支) | 갑자(甲子)     | 을축(乙丑)      | 병인(丙寅)          |            |            |            |            |                 |            |            |
| 남송 (南宋) | 가태(嘉泰) 4년 | 개희(開禧) 원년 | 2년                 |            |            |            |            |                 |            |            |
| 금 (金)     | 태화(泰和) 4년 | 5년             | 6년                 |            |            |            |            |                 |            |            |

## 같이 보기
- 다른 왕조의 같은 연호
  - 일본(日本) 덴교(天慶, 938년 ~ 947년)
  - 흥료국(興遼國) 천경(天慶, 1029년 ~ 1030년)
  - 요(遼) 천경(天慶, 1111년 ~ 1120년)
  - 후 쩐 왕조(後陳朝) 티엔카인(天慶, 1426년 ~ 1428년)

- 중국의 연호 목록

| 이전 연호 건우(乾祐) | 중국의 연호 서하(西夏) | 다음 연호 응천(應天) |